# Olopte
Olopte es una localidad española perteneciente al municipio gerundense de Isóbol, en Cataluña. En 2020 contaba con 33 habitantes.

## Historia
La localidad pertenece al término municipal gerundense de Isóbol, en la comunidad autónoma de Cataluña. Está ubicada en la comarca de la Baja Cerdaña.
La localidad contaba hacia mediados del siglo XIX con 259 habitantes. En 2020 su población ascendía a 33 habitantes. Aparece descrita en el decimosegundo volumen del Diccionario geográfico-estadístico-histórico de España y sus posesiones de Ultramar de Pascual Madoz de la siguiente manera:

OLOPTE: l. en la prov. de Gerona, part. jud. de Ribas, aud. terr. y c. g. de Barcelona, dióc. de Seo de Urgel, ayunt. de Isobol. sit. en la Cerdaña, en una pequeña cordillera, que divide las prov. de Gerona y Lérida, con buena ventilacion y clima, frio pero sano. Tiene una igl. parr. (San Pedro), servida por un cura de térm. de provision real y ordinaria. El térm. confina N. Maranges; E. All; S. Isobol, y O. el terr. de la prov. de Lérida. El terreno es montuoso, de inferior calidad, y sus prod. centeno y patatas, como en toda la Cerdaña. pobl.: 51 vec., 259 alm. cap. prod.. 1.336,400. imp.: 33,410.
(Madoz, 1849, p. 259)